# Kagawa
Kagawa (香川県 (Hương Xuyên Huyện) Kagawa-ken) là tỉnh nằm ở vị trí đầu Đông Bắc đảo Shikoku, Nhật Bản. Thủ phủ của tỉnh là thành phố Takamatsu.

## Địa lý
Kagawa bao gồm góc phía Đông Bắc của Shikoku, giáp ranh với tỉnh Ehime ở phía Tây, tỉnh Tokushima về phía Nam, và các đảo nhỏ  trên biển nội địa Seto đối mặt với tỉnh Okayama và vùng Kansai.
Kagawa hiện là tỉnh nhỏ nhất Nhật Bản tính theo diện tích, tỉnh Osaka từng giữ "danh hiệu" là tỉnh nhỏ nhất cho đến khi sân bay quốc tế Kansai được sáp nhập từ đại dương đầu thập niên 1990, tạo cho nó một phần diện tích lớn hơn Kagawa một chút.

## Lịch sử
Kagawa từng được biết đến là tỉnh Sanuki.
Trong một giai đoạn ngắn từ tháng 8 năm 1876 đến tháng 12 năm 1888, Kagawa là một phần của tỉnh Ehime.

### Trận chiến Yashima
Nằm ở thành phố thủ phủ của Kagawa, Takamatsu, ngọn núi của Yashima từng là chiến trường của một trong những trận chiến nổi tiếng nhất giữa thị tộc Heike và Genji. Cái tên Yashima có nghĩa nôm na là "đảo mái nhà". Yashima được gọi vậy bởi hình thế giống mái nhà của nhà trang trại ở Nhật. Tỉnh này là một mũi biển bằng nhô ra vùng biển Seto Naikai.
Vào thời gian chiến tranh Genpei xảy ra, như được hàm ý với cái tên, một hòn đảo tách với đảo chính bởi sông Aibikigawa. Đạo quân nhà Heike, bị đánh bại ở Ichinotani, và phải lui tới Yashima với hoàng đế Antoku và lập nên một triều đình ngắn hạn, các cơ quan đầu não của họ nằm ở vịnh nhỏ Dannoura của Yashima. Yashima giờ vẫn còn lưu giữ rất nhiều cái tên liên quan đến trận chiến lịch sử. Theo ghi chép, chiến trường chính của cuộc chiến là cả vùng Dannoura, vùng mà hiện nay là trường tiểu học Yashima-higashi. Khách tham quan giờ có thể tìm thấy địa bàn cũ của hoàng đế Antoku, những bia mộ của Sato Tsugunobu và Kikuomaru, và cả hòn đá mà trên đó Nasuno Yoichi cầu nguyện cho thành công của trận đánh, hòn đá mà Yoichi cưỡi ngựa bắn cung tên xuyên qua chiếc quạt. Những địa danh đỉnh núi Genjigamine, Funakakushi, ao Chinoike gợi nhớ lại quá khứ.

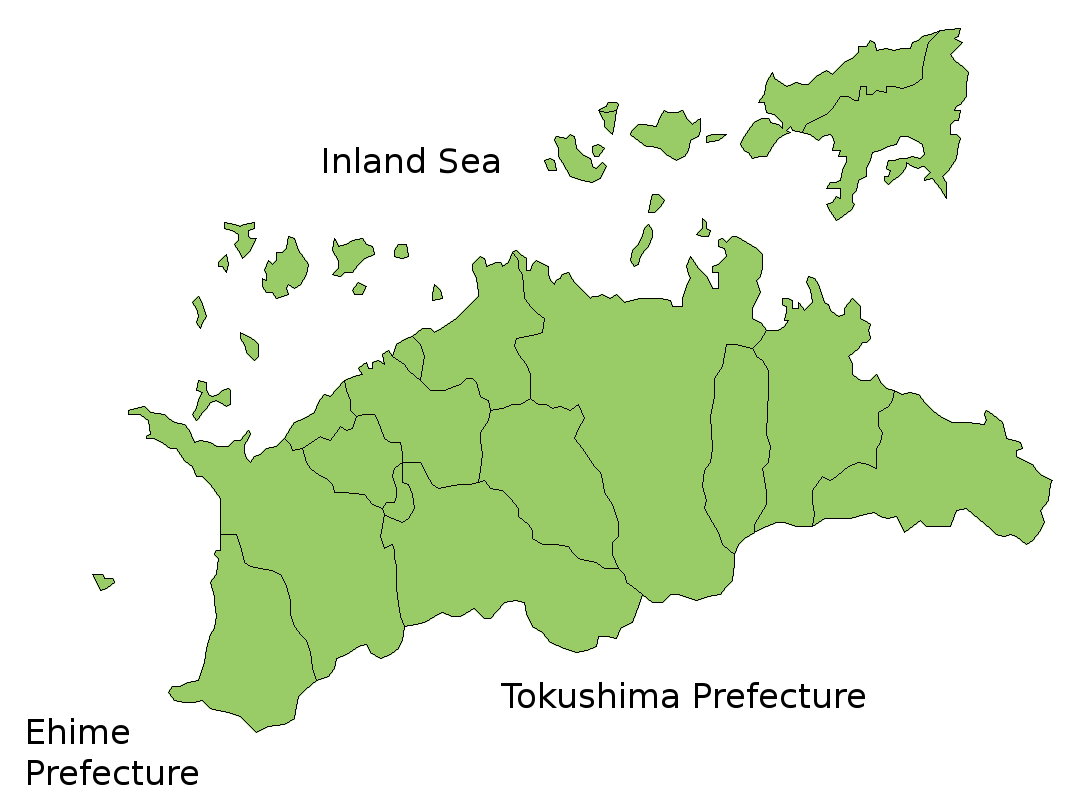
Bản đồ tỉnh Kagawa.

## Hành chính

### Thành phố
| Tên                 | Tên        | Diện tích (km2) | Dân số (2020) | Bản đồ |
| Rōmaji              | Kanji      | Diện tích (km2) | Dân số (2020) | Bản đồ |
| ------------------- | ---------- | --------------- | ------------- | ------ |
| Higashikagawa       | 東かがわ市 | 152,86          | 28.305        |        |
| Kan'onji            | 観音寺市   | 117,83          | 56.639        |        |
| Marugame            | 丸亀市     | 111z83          | 109.165       |        |
| Mitoyo              | 三豊市     | 222,70          | 61.839        |        |
| Sakaide             | 坂出市     | 92,49           | 50.577        |        |
| Sanuki              | さぬき市   | 158,63          | 46.723        |        |
| Takamatsu (thủ phủ) | 高松市     | 375,42          | 417.814       |        |
| Zentsūji            | 善通寺市   | 39,93           | 31.620        |        |

### Thị trấn
| Tên        | Tên        | Diện tích (km2) | Dân số (2020) | Huyện    | Bản đồ |
| Rōmaji     | Kanji      | Diện tích (km2) | Dân số (2020) | Huyện    | Bản đồ |
| ---------- | ---------- | --------------- | ------------- | -------- | ------ |
| Ayagawa    | 綾川町     | 109,75          | 22.730        | Ayauta   |        |
| Kotohira   | 琴平町     | 8,47            | 8.466         | Nakatado |        |
| Mannō      | まんのう町 | 194,45          | 17.324        | Nakatado |        |
| Miki       | 三木町     | 75,78           | 26.859        | Kita     |        |
| Naoshima   | 直島町     | 14,22           | 3.026         | Kagawa   |        |
| Shōdoshima | 小豆島町   | 95,59           | 13.646        | Shōzu    |        |
| Tadotsu    | 多度津町   | 24,39           | 22.813        | Nakatado |        |
| Tonoshō    | 土庄町     | 74,38           | 12.915        | Shōzu    |        |
| Utazu      | 宇多津町   | 8,10            | 18.897        | Ayauta   |        |

## Giáo dục
- Đại học Kagawa

## Thể thao
Các đội thể thao được liệt kê dưới đây có trụ sở tại Kagawa.

Bóng chày
- Kagawa Olive Guyners

Bóng rổ
- Takamatsu Five Arrows (Takamatsu)

Bóng đá
- Kamatamare Sanuki (Takamatsu)

Bóng chuyền
- Eighty8 queen